# Liste australisch-portugiesischer Städte- und Gemeindepartnerschaften
Diese Liste australisch-portugiesischer Städte- und Gemeindepartnerschaften führt die Städte- und Gemeindefreundschaften zwischen den Ländern Australien und Portugal auf.
1994 entstand die erste australisch-portugiesische Städtepartnerschaft, bisher kamen zwei weitere dazu (Stand 2011).
| Australischer Ort | Portugiesischer Ort | Seit | Anmerkung            |
| ----------------- | ------------------- | ---- | -------------------- |
| Marrickville      | Funchal             | 1994 |                      |
| Fremantle         | Funchal             | 1996 |                      |
| Warrnambool       | Lagos               | 2011 | Kooperationsabkommen |